# 竹内啓治
竹内 啓治（たけうち けいじ、1913年〈大正2年〉6月20日 - 1997年〈平成9年〉3月2日）は、日本の実業家。住金鋼材工業（株）（現・日鉄建材）社長、コスモ経済企画研究所会長、藤島町名誉町民（現・鶴岡市名誉市民）。

## 略歴
- 1913年（大正2年） - 山形県東田川郡藤島町宮東（現・鶴岡市）に生まれる。
- 1938年（昭和13年） - 明治大学商学部卒業。
- 陸軍経理学校卒業。
- 住友本社入社。
- 1969年（昭和44年） - 住金鋼材工業株式会社の社長に就任。
- コスモ経済企画研究所会長に就任。
- 経済視察、市場調査、技術指導のため、欧米諸国など世界各国を歴訪。
- 関西山形県人会会長に就任。
- 近畿荘内会会長に就任。
- 1997年（平成9年） - 肺癌のため死去[1]。

## 受賞歴
- 1981年（昭和56年） - 山形県知事顕彰
- 1984年（昭和59年） - 藤島町名誉町民顕彰

## 参考資料
- 広報『つるおか』 2005年12月15日号